# Elettromotrici SFV gruppo 400
Le elettromotrici gruppo 400 della SFV di Roma sono state un gruppo di dieci rotabili costruiti nel 1915 per il servizio extraurbano sulla ferrovia Roma-Frosinone.

## Storia
In vista dell'attivazione del servizio ferroviario, attuata in tre tappe dal 1916 al 1918, la prima dotazione di materiale rotabile della linea viene fissata in dieci motrici per servizio extraurbano (401-410) e dieci per i servizi a carattere locale (201-210), entrambe a carrelli, dodici rimorchiate a due assi suddivise in due sottogruppi di sei per i servizi locali (011-016) ed extraurbani (021-026), quattro locomotori-bagagliaio a carrelli (1-4) e una dotazione di carri merci che giungerà nel 1920 a 215 rotabili operativi. Secondo il primo orario generale di servizio elaborato dalla società concessionaria il servizio ferroviario sull'intera linea prevedeva tre coppie di treni tra Roma e Frosinone esercitate con elettromotrice e due rimorchiate, due tra Roma e Genazzano (elettromotrice e rimorchiata) due tra Roma e Fiuggi (elettromotrice con una o due rimorchiate a seconda del periodo). Sulle diramazioni si effettuano cinque coppie sulla San Cesareo-Frascati, sette sul servizio locale di Fiuggi, sei tra Vico nel Lazio e Guarcino, due sulla tratta locale Madonna della Neve-Scalo di Frosinone, normalmente esercitate con una motrice 200 isolata, che può trainare una rimorchiata a Fiuggi nei periodi di maggiore richiesta. Il servizio locale di Roma, da Termini per Torpignattara e Centocelle (fermate: S. Bibiana, porta Maggiore, Barriera Prenestina, Istituto Farmacologico, Torpignattara, Scuole Comunali, Centocelle), si esercita con frequenze variabili tra i 40 e i 60 minuti con composizioni variabili. 

## Meccanica
Di aspetto simile alle vetture del gruppo 200 sono costruite dalla Breda e dotate di una cassa con compartimenti di prima e terza classe, rispettivamente a due e a tre finestrini, separati da un bagagliaio: ai primi si accede mediante due porte scorrevoli per lato e sono collegati da un corridoio alle spalle del secondo, dotato di un proprio accesso.

## Impianto elettrico
L'equipaggiamento di comando è costruito dalla Galileo Ferraris su licenza General Electric. Le motrici sono dotate di due carrelli costruiti dalla Breda a doppio stato di sospensione, ognuno dei quali è dotato di due motori U175 da 70 CV permanentemente connessi in serie. Il controller è dotato di quattro posizioni di avviamento reostatico con motori in serie, una posizione di marcia in serie, quattro posizioni reostatiche e la posizione finale di marcia in parallelo. Un dinamotore fornisce la corrente ad 800 V per il comando, il compressore e l'illuminazione della motrice e delle rimorchiate ma non per il riscaldamento, inizialmente assente sui rotabili di prima dotazione. Sia l'apparecchiatura di comando che il reostato sono montati sotto la cassa del rotabile. La presa di corrente è a pantografo, inizialmente a doppio strisciante.

## Servizio e modifiche

La motrice 452, ex 402, ripresa negli anni '50 nel deposito di Centocelle

Costruite per servizio extraurbano le motrici 400 sono in realtà utilizzate in banalità fin dai primi tempi di completo esercizio da Roma a Frosinone. Il traino delle rimorchiate a due assi è infatti spesso affidato ai locomotori (che dovrebbero trainare i treni merci) in quanto il traffico sul servizio urbano di Roma (da Termini per Torpignattara e Centocelle) si rivela fin dai primi tempi superiore alle previsioni. Sul servizio locale di Roma, non ancora definito urbano, le 400 trainano quindi una o due rimorchiate, teoricamente del gruppo 010 per i servizi locali, aumentando la capacità complessiva del servizio.
Con l'immissione delle motrici 430 alcune 400 sono destinate ai servizi locali di Fiuggi e Frosinone, ridipinte esternamente dall'originale verde bottiglia (a sua volta passato al castano-isabella) al bianco-verde stabilito in epoca imprecisata per il materiale destinato ai servizi locali. Nel 1926 sulle motrici 401, 402, 405, 406, 409, 410 si montano nuovi carrelli Carminati e Toselli con interasse maggiorato (1450 mm) e motori GDTM48 da 96,7 CV in luogo di quelli da 70 CV; con questa modifica sono rinumerate nel nuovo gruppo 451-456 e possono trainare fino a quattro rimorchiate.
Tre anni dopo, nel 1929, tutte le vetture sono dotate di impianto di riscaldamento elettrico funzionante alla tensione di linea. Nella modifica sono comprese le motrici non modificate 403, 404, 407 e 408: di queste ultime la 407 e la 404 sono modificate con nuovi carrelli Miani e Silvestri derivati da quelli delle motrici 430, con interasse di 1400 mm e motori CGE CT170, e vengono rinumerate, rispettivamente, 456 e 457.

La motrice 403 modificata per solo servizio urbano, primo rotabile della linea con porte automatiche a quattro antine

Le vetture 403 e 408 sono invece definitivamente destinate al solo servizio urbano, che nel 1939 viene prolungato alla Breda di Grotte Celoni, mediante la rimozione dei due compartimenti di prima e terza classe e del bagagliaio, la sostituzione dei motori con i GDTM48 da 96 CV e, per la sola 403, col montaggio di porte a quattro antine ad apertura comandata dal conducente (prima volta per un rotabile della linea).
Così modificate le dieci vetture fanno servizio urbano ed extraurbano fino al 1961, quando sono definitivamente soppiantate dai bloccati del 1950 e dagli elettrotreni del 1953 e 1961. Successivamente accantonate, sono tutte demolite ad eccezione della 457, destinata assieme alla 434 del 1921 al servizio a spola Fiuggi-Alatri fino al 1978, quando questa tratta viene chiusa.